# Strongylophthalmyia fascipes
Strongylophthalmyia fascipes är en tvåvingeart som först beskrevs av Walker 1860.  Strongylophthalmyia fascipes ingår i släktet Strongylophthalmyia och familjen långbensflugor. Inga underarter finns listade i Catalogue of Life.